# Lijst van gemeentelijke monumenten in Zoeterwoude
De gemeente Zoeterwoude heeft 24 gemeentelijke monumenten. Hieronder een overzicht. 
| Object                                          | Bouwjaar                | Architect | Locatie               | Coördinaten                  | Nr.        | Afbeelding                              |
| ----------------------------------------------- | ----------------------- | --------- | --------------------- | ---------------------------- | ---------- | --------------------------------------- |
| Woonhuis                                        | 1905-1910               |           | Hoge Rijndijk 1       | 52° 8' 44" NB, 4° 31' 28" OL | 0638/WN001 | Upload foto                             |
| Pastorie Parochie Meerburg                      | circa 1920              |           | Hoge Rijndijk 16      | 52° 8' 44" NB, 4° 31' 25" OL | 0638/WN002 | Meer afbeeldingen                       |
| Twee woningen                                   | eind 18e-eeuw           |           | Hoge Rijndijk 85-87   | 52° 8' 33" NB, 4° 31' 41" OL | 0638/WN003 | Twee woningen                           |
| Woonhuis                                        | ca 1895                 |           | Hoge Rijndijk 165     | 52° 8' 26" NB, 4° 31' 58" OL | 0638/WN004 | Woonhuis                                |
| Ingangspoort (brug tot voormalig klooster e.d.) |                         |           | Laan de Goede Herder  | 52° 8' 41" NB, 4° 31' 18" OL | 0638/WN005 | Upload foto                             |
| Boerderij                                       | 1928                    |           | Noordbuurtseweg 2     | 52° 7' 22" NB, 4° 29' 53" OL | 0638/WN006 | Boerderij                               |
| Herenhuis                                       | eind 18e/begin 19e-eeuw |           | Noordbuurtseweg 35    | 52° 7' 38" NB, 4° 29' 52" OL | 0638/WN007 | Meer afbeeldingen                       |
| Bouwbedrijf De erven Paardekooper met woonhuis  | 1888                    |           | Noordbuurtseweg 41-42 | 52° 7' 39" NB, 4° 29' 55" OL | 0638/WN008 | Meer afbeeldingen                       |
| Voormalige boerderij                            | midden 19e-eeuw         |           | Rijnstraat 26         | 52° 8' 27" NB, 4° 32' 9" OL  | 0638/WN009 | Upload foto                             |
| Woonhuis                                        | 17e/18e-eeuws           |           | Rijnstraat 39         | 52° 8' 26" NB, 4° 32' 6" OL  | 0638/WN010 | Upload foto                             |
| Voormalige boerderij                            | va 18e-eeuw             |           | Watertje 18           | 52° 7' 12" NB, 4° 29' 55" OL | 0638/WN011 | Voormalige boerderij                    |
| Boerderij + Karnmolen                           | laatste kwart 19e-eeuw  |           | Weidelaan 10          | 52° 7' 33" NB, 4° 30' 12" OL | 0638/WN012 | Upload foto                             |
| Boerderij                                       | 1905-1910               |           | Weipoortseweg 56      | 52° 7' 4" NB, 4° 31' 30" OL  | 0638/WN013 | Boerderij                               |
| Boerderij                                       | laatste kwart 19e-eeuw  |           | Weipoortseweg 61      | 52° 6' 58" NB, 4° 31' 31" OL | 0638/WN014 | Meer afbeeldingen                       |
| Boerderij                                       | 1880                    |           | Weipoortseweg 62-62a  | 52° 6' 59" NB, 4° 31' 28" OL | 0638/WN015 | Boerderij                               |
| Boerderij                                       | circa 1900              |           | Westeindseweg 7       | 52° 6' 56" NB, 4° 29' 12" OL | 0638/WN016 | Boerderij                               |
| Boerderij                                       | 1913                    |           | Westeindseweg 16      | 52° 6' 45" NB, 4° 28' 55" OL | 0638/WN017 | Upload foto                             |
| Boerderij Lindhoeve                             | 1e helft 18e-eeuw       |           | Westeindseweg 25      | 52° 6' 37" NB, 4° 28' 43" OL | 0638/WN018 | Meer afbeeldingen                       |
| Woonhuis                                        | circa 1905              |           | Zuidbuurtseweg 21     | 52° 6' 33" NB, 4° 30' 15" OL | 0638/WN019 | Upload foto                             |
| Boerderij                                       | 1876                    |           | Zuidbuurtseweg 22     | 52° 6' 33" NB, 4° 30' 13" OL | 0638/WN020 | Boerderij                               |
| Boerderij Rustdam                               | circa 1900              |           | Zuidbuurtseweg 33-34  | 52° 6' 38" NB, 4° 30' 11" OL | 0638/WN021 | Boerderij Rustdam                       |
| Boerderij                                       | 18e-eeuw                |           | Zuidbuurtseweg 48     | 52° 6' 40" NB, 4° 30' 14" OL | 0638/WN022 | Meer afbeeldingen                       |
| Boerderij                                       | circa 1905              |           | Zuidbuurtseweg 49     | 52° 6' 46" NB, 4° 30' 16" OL | 0638/WN023 | Upload foto                             |
| Woonhuis bij voormalige Don Boscoschool         | 1868                    |           | Zuidbuurtseweg 57     | 52° 7' 4" NB, 4° 30' 2" OL   | 0638/WN024 | Woonhuis bij voormalige Don Boscoschool |